# Mýtiny
Mýtiny (německy Strickerhäuser) je malá vesnice, část města Harrachov v okrese Jablonec nad Nisou. Nachází se asi 2,5 km na západ od Harrachova. Je zde evidováno 8 adres. Trvale zde žijí čtyři obyvatelé.
Mýtiny leží v katastrálním území Harrachov o výměře 36,63 km2.
Mýtiny historicky patřily k Pruskému Slezsku, jehož území po druhé světové válce získalo Polsko. K 14. únoru 1959 byly Mýtiny připojeny k Československu výměnou za stejně velké území u Kacířské skály, toto vytyčení hranic upravoval československý ústavní zákon č. 62/1958 Sb.

## Doprava
Nachází se zde železniční stanice Harrachov (dříve Harrachov-Mýtiny, do roku 1959 Tkacze, do roku 1945 Strickerhäuser), od roku 1959 koncová stanice někdejší tanvaldské ozubnicové dráhy. Původně trať pokračovala dále do Pruského, nyní Polského Slezska, v roce 1945 byla trať od Tanvaldu zkrácena do Kořenova, od roku 1959 prodloužena až do Mýtin, v roce 2010 nakonec došlo k obnovení provozu směrem do Polska.